# Томе де Соуза
Томе де Соуза (порт. Tomé de Sousa; 1503–1579) — державний діяч королівства Портгуалія, 1-й генерал-губернатор Португальської Бразилії у 1549—1553 роках.

## Життєпис
Походив з аристократичного роду Соуза. Старший син Жуана де Соузи, приора Авіського ордену. Народився 1503 року в Ратеші (поблизу Повуа-де-Варзіна). 1517 року став кавалером Ордену Христа. Продовжив кар'єрі за підтримки стриєчного брата Антоніу де Атаїде, графа Кастенгейра. Брав участь у війні проти марокканських султанів з династії Ваттасидів. 1535 року в Арзілі висвячено на лицаря.
З огляду на погіршення становища приватних капітанств в Бразилії король Жуан III 7 січня 1549 року призначив Томе де Соуза першим генерал-губернатором колонії, отримавши війська для заснування, заселення королівського капітанства Баїя. Також Соузу супроводжувало 6 єзуїтів на чолі із Мануелем да Нобрегою, що стали місіонерами з навернення індіанців у християнство.
Він заснував місто Сальвадор, де побудував резиденцію губернатора, будинок камара (муніципалітет), будівлю єпископа та інші будови. Намагався поліпшити управління та навести в лад в захист приватних капітанств. Для цього впровадив посади проведора-мора, що тепер відповідав за фінанси усієї Португальської Бразилії, генерал-овидора, який опікувався судами, капітан-мора (займався охороною узбережжя). У Сальвадорі було засновано королівську митницю, рахувальну та торговельну палату. Крім того, розмістив місцевих посадовців у всіх капітаніях і стратегічних укріплених пунктах уздовж узбережжя. У містах він організував муніципальні структури (камари), подібні муніципалітетам в Португалії.
Провівши в 1552 році огляд узбережжя, запропонував заснувати у бухті Гуанабара місто. 1553 року повертається до Португалії. У 1555 році вирушив до Індії. По поверненню був королівським радником зі справ Бразилії. Помер 1579 року.

## Родина
Дружина — Марія, донька Лопо Альвареса Фейо
Діти:
- Гелена, дружина Діого Лопо да Ліма